# ГЕС-ГАЕС Øljusjøen
ГЕС-ГАЕС Øljusjøen – гідроелектростанція на півдні Норвегії за сто шістдесят кілометрів на північний схід від Бергену. Знаходячись перед ГЕС Боргунд, входить до складу гідровузла у сточищі річки Lærdalsvassdraget, яка тече до Lærdalsfjorden (затока у глибині найбільшого в країні Согне-фіорду).
В межах проекту на річці Kjølåni (ліва притока Mørkedøla, котра в свою чергу є лівою притокою Lærdalsvassdraget) створили водосховище Øljusjøane. Ця водойма має корисний об’єм 161,3 млн м3, що забезпечується коливанням рівня між позначками 1307 та 1333 метра НРМ (в тому числі на 2,1 метра за рахунок здреновування нижче природного рівня). Для частини водосховища, котра раніше була озером Vesle Øljusjøen, мінімальний рівень відповідає колишньому природному та становить 1319,8 метра НРМ. 
Із Vassetvatnet на північ у напрямку машинного залу прокладено дериваційний тунель довжиною понад 3 км. Він подає ресурс для оборотної турбіни типу Френсіс потужністю 50 МВт, яка використовує напір у 212 метрів та забезпечує виробництво 45 млн кВт-год електроенергії на рік. Відпрацьована вода майже одразу потрапляє до водозбірної мережі станції Боргунд.
В сезони великої водності відбувається зворотнє закачування ресурсу до Øljusjøane, котре має найбільший об’єм у всьому гідровузлі. Вода при цьому надходить через тунелі ГЕС Боргунд із водосховища Eldrevatnet, створеного на річці Mørkedøla, лівій притоці Lærdalsvassdraget. Ця водойма має площу поверхні 3,5 км2 та корисний об’єм 27 млн м3, що забезпечується коливанням рівня між позначками 1105,5 та 1116 метрів НРМ (в тому числі на 7 метрів за рахунок здреновування нижче природного рівня).